# Heaven and Hell (együttes)
A Heaven and Hell egy 2006 óta létező heavy metal együttes, amelynek tagjai együtt vettek részt az 1980-as évek eleji Black Sabbath-ban. A Black Sabbath nevet jogi akadályok miatt nem használhatják, ezért az 1980-ban, Ronnie James Dio énekével megjelent Heaven and Hell album után nevezték el magukat.

## Története
A Heaven and Hell története 2005 őszén kezdődött, amikor a Black Sabbath 1980–82 és 1991–92 közti, Ronnie James Dio énekessel fémjelzett korszakát bemutató Black Sabbath: The Dio Years című válogatásalbumhoz az énekes és Tony Iommi gitáros három új dalt írtak együtt. Az új számokat a Dio-Iommi-Butler-Appice felállás rögzítette a stúdióban. A csapat úgy döntött, hogy turnéra indulnak a Dio-korszak dalaival. Hogy az Ozzy Osbourne nevéhez köthető Black Sabbath-tól megkülönböztessék magukat, felvették a Heaven and Hell nevet. A március 30-i New York-i lemezbemutató koncertről egy élő CD/DVD felvétel is készült, ami augusztusban került kiadásra.
2007 októberében bejelentették, hogy egy teljes új album felvételét tervezi a Heaven and Hell. A lemez másfél évvel később, 2009 áprilisában jelent meg The Devil You Know címmel. Az albumot Amerikában a Rhino, míg Európában a Roadrunner adta ki. A kislemezes "Bible Black" dalról elnevezett turné májusban indult.
2009. november 25-én jelentették be, hogy Dionál gyomorrákot diagnosztizáltak. Az énekes felépüléséig a koncertezést felfüggesztette a zenekar. Dio 2010-es halálával a Heaven And Hell feloszlott.

## Tagok
- Ronnie James Dio - ének
- Tony Iommi - gitár
- Geezer Butler - basszusgitár
- Vinny Appice - dobok

## Diszkográfia
- Live from Radio City Music Hall - 2007. augusztus 28.
- The Devil You Know - 2009. április 28.
- Neon Nights: 30 Years of Heaven & Hell